# Форт Дикс (Њу Џерзи)
Форт Дикс (енгл. Fort Dix) насељено је место без административног статуса у америчкој савезној држави Њу Џерзи.

## Демографија
По попису из 2010. године број становника је 7.716, што је 252 (3,4%) становника више него 2000. године.
| Група             | 2000.         | 2010.         |
| Белци             | 3.004 (40,2%) | 3.220 (41,7%) |
| Афроамериканци    | 2.660 (35,6%) | 2.660 (34,5%) |
| Азијати           | 95 (1,3%)     | 147 (1,9%)    |
| Хиспаноамериканци | 1.701 (22,8%) | 1.657 (21,5%) |
| Укупно            | 7.464         | 7.716         |